# Luiz Guilherme Marinoni
Luiz Guilherme Bittencourt Marinoni (24 de agosto de 1962)  é um jurista e professor brasileiro, conhecido por seus livros sobre direito processual civil e constitucional, publicados no Brasil e no exterior.
Foi procurador da república, procurador do Estado do Paraná e professor titular da Universidade Federal do Paraná. Atualmente é advogado.
Recebeu o prêmio Jabuti em 2009 e 2017, tendo sido finalista em 2007, 2010 e 2016. É vice-presidente honorário da International Association of Procedural Law e membro fundador da Academia Paranaense de Letras Jurídicas.

## Trajetória acadêmica e profissional

### Formação
Formou-se em direito pela Universidade Federal do Paraná (UFPR) em 1986. Concluiu o mestrado em 1990 e o doutorado em 1992, ambos pela Pontifícia Universidade Católica de São Paulo (PUC-SP), bem como realizou estudos de pós-doutorado na Universidade de Milão (1996) e na Universidade Columbia (2008).

### Carreira
Iniciou sua carreira como procurador da República no Paraná entre os anos de 1989 e 1991. Posteriormente, foi procurador do Estado do Paraná de 1992 até 2023, quando se aposentou nesse cargo. Também em 1992 passou a atuar como advogado no escritório que fundou, o Marinoni Advocacia, bem como se tornou docente da Faculdade de Direito da Universidade Federal do Paraná. Em 1998, obteve a titularidade da cadeira de direito processual civil, com a defesa da tese intitulada Tutela Inibitória. Pediu exoneração do cargo de professor da UFPR em 2022.
Marinoni foi assessor da Câmara dos Deputados durante a discussão do Projeto de Código de Processo Civil de 2015 e Consultor Internacional do Projeto “Principles of Transnational Civil Procedure” (American Law Institute e UNIDROIT). Em 2020, foi designado pela Câmara dos Deputados membro da Comissão de Juristas responsável pela elaboração de projeto para a unificaçao do direito processual constitucional. Foi Presidente da OAB, Subseção de Curitiba (2004), Presidente da Asscociação Brasileira de Direito Processual Constitucional, Diretor do “Instituto Iberoamericano de Derecho Procesal” e Vice-Presidente da “International Association of Procedural Law”.

### Política
Durante as eleições de 2018, assinou um manifesto de apoio ao candidato Jair Bolsonaro.

## Livros e premiações
Luiz Guilherme Marinoni publicou diversos livros no Brasil e em outros países, como Itália, Espanha, Portugal, Chile, México, Peru e Colômbia. Entre as obras publicadas, estão:
- Precedentes Obrigatórios, Ed. Revista dos Tribunais
- Tutela cautelar e Tutela Antecipatória, Ed. Revista dos Tribunais
- Técnica Processual e Tutela dos Direitos, Ed. Revista dos Tribunais
- Tutela de Urgência e Tutela da Evidência, Ed. Revista dos Tribunais
- Julgamento nas Cortes Supremas, Ed. Revista dos Tribunais
- Incidente de Resolução de Demandas Repetitivas, Ed. Revista dos Tribunais[9]
- Tutela inibitória e Tutela de Remoção do Ilícito, Ed. Revista dos Tribunais
- A Ética dos Precedentes, Ed. Revista dos Tribunais
- O STJ enquanto Corte de Precedentes, Ed. Revista dos Tribunais
- Coisa Julgada sobre Questão, Ed. Revista dos Tribunais[9]
- A Zona de Penumbra entre o STJ e o STF, Ed. Revista dos Tribunais
- Abuso de Defesa e Parte Incontroversa da Demanda, Ed. Revista dos Tribunais[10]
- Prueba,  Santiago, Thomson Reuters
- Il Diritto di Azione come Diritto Fondamentale, Torino, Giappichelli
- Tutela Inhibitoria, Madrid, Marcial Pons
- El Derecho de Acción como Derecho Fundamental, Bogotá, Themis
- Culture e Predictability of Law, Berlin, Springer.
- Tutela Estructural, LIma, Palestra

O jurista recebeu o prêmio Jabuti na categoria Direito nos anos de 2009 e 2017, com o livro “Código de Processo Civil Comentado” (co-autoria com Daniel Mitidiero) e como Diretor da Coleção Comentários ao Código de Processo Civil, em que escreveu seis volumes.
Foi indicado como finalista ao mesmo prêmio nos anos de 2007, 2010 e 2016, respectivamente com os livros "Teoria Geral do Processo”, “Prova” (co-autoria com Sérgio Arenhart) e “Julgamento nas Cortes Supremas”.